# نيك إبهيمير
نيك إبهيمير (بالإنجليزية: Nick Eppehimer)‏ مواليد 20 نوفمبر 1979 في بنسيلفانيا، هو لاعب كرة سلة أمريكي سابق. بدأ مسيرته الاحترافية في سنة 2003. يبلغ طوله 6 قدم 7 بوصة (2.0 م). اعتزل اللعب في 2009.

## المسيرة الاحترافية
لعب مع تريفيزو لكرة السلة في الدوري الإيطالي في سنة 2003، ثم لعب مع دينامو باسكت ساساري في موسم 2003–2004، ثم لعب مع نورشوبينغ دولفينز في موسم 2004–2005.

## روابط خارجية
- نيك إبهيمير على موقع الدوري الأوروبي لكرة السلة (الإنجليزية)
- نيك إبهيمير على موقع كرة السلة الأوروبية.كوم (الإنجليزية)
- نيك إبهيمير على موقع كلية كرة السلة في سبورتس رفرنس.كوم (الإنجليزية)
- نيك إبهيمير على موقع ريلجم (الإنجليزية)
- نيك إبهيمير على موقع بروبوليرز (الإنجليزية)
- نيك إبهيمير على موقع سبورتس رفرنس (الإنجليزية)